# Foskor
Foskor Ltd. — компанія в ПАР, один з найбільших світових постачальників фосфатної сировини для виробництва мінеральних добрив, продуцент апатитового концентрату. Розробляє карбонатитове родовищі Палабора. За продукцією — аналог ВАТ «Апатит».